# Marc-David Lavie
Pour les articles homonymes, voir Lavie.
Marc-David Lavie, né le 14 novembre 1737 à Montbéliard et mort le 1er décembre 1793 à Danjoutin, est un chirurgien et un homme politique, il est député en 1789.

## Biographie
Marc-David Lavie est né le 14 novembre 1737 à Montbéliard. Ses parents sont protestants, son père est perruquier.
Il aurait suivi l'enseignement des Jésuites à Nancy Il se rend ensuite à l'université de Pont à Mousson. Il suit quelques études de chirurgie, s'embarque pour les Antilles et s'établit à Saint-Domingue où il acquiert une fortune considérable mais plus tard la Révolution lui fera perdre l'intégralité de ses plantations. En 1785 il revient à Montbéliard et s'installe à Chatenois[Laquelle ?]. Il est un bienfaiteur pour les pauvres (source ???).
Le 4 avril 1789 il est élu député aux états généraux par le tiers-état du bailliage de Belfort. Opinant avec la majorité de la Constituante, il publie quelques pamphlets politiques anonymement (source???).
Après la session, il est nommé administrateur du département du Haut-Rhin mais il perd ce poste en raison des évènements de 1792. Il meurt à la fin de 1793 à Danjoutin où il était propriétaire d'un domaine. Il avait 56 ans.